# Saint-Merd-la-Breuille
Saint-Merd-la-Breuille is een gemeente in het Franse departement Creuse (regio Nouvelle-Aquitaine) en telt 238 inwoners (1999). De plaats maakt deel uit van het arrondissement Aubusson.

## Geografie
De oppervlakte van Saint-Merd-la-Breuille bedraagt 39,7 km², de bevolkingsdichtheid is 6,0 inwoners per km².

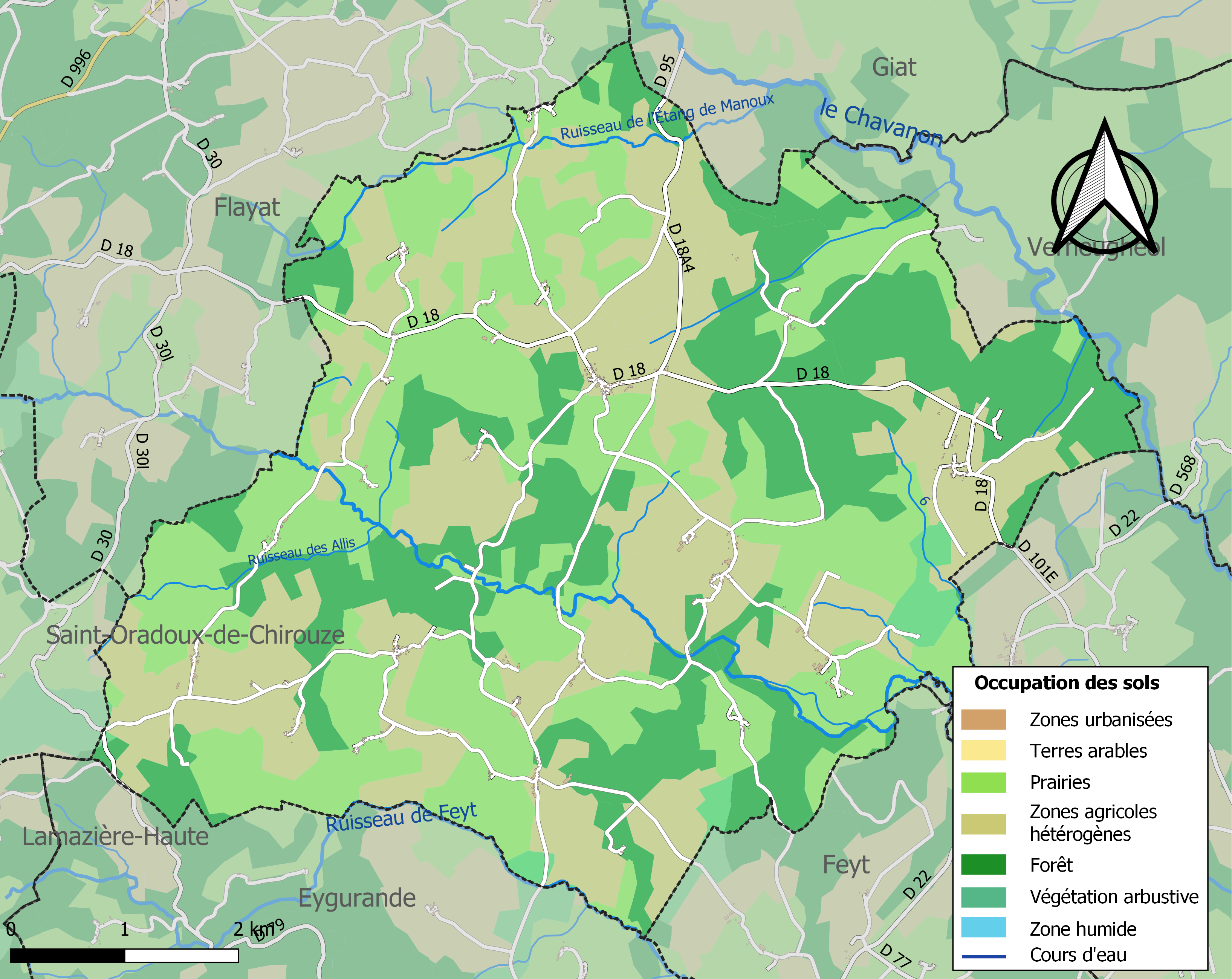
Kaart van de gemeente met de belangrijkste infrastructuur, bodemgebruik en omliggende gemeenten

## Demografie
Onderstaande figuur toont het verloop van het inwonertal (bron: INSEE-tellingen).